# Набивки (пам'ятка природи)
Набивки — ботанічна пам'ятка природи місцевого значення в Україні. Розташована в межах Болехівської міської ради Івано-Франківської області, на південний захід від села Сукіль, на схід від гори Широка (1265 м). 
Площа 22,8 га. Статус надано згідно з рішенням обласної ради від 28.12.1999 року № 237-11/99. Перебуває у віданні ДП «Болехівський держлісгосп» (Сукільське л-во, кв. 9, вид. 15-17, кв. 14, вид. 24-26, 32-34). 
Статус надано з метою збереження природного комплексу в Сколівських Бескидах. На відкритій ділянці (без деревної рослинності) на висоті 1225 м над р. м. зростають цінні та зникаючі види рослин: верес звичайний, вероніка альпійська, гвоздика карпатська, осока волосоподібна. Ділянка оточена чистими смерековими насадженнями віком понад 35 років. 